# بولدنون
بولدنون (به انگلیسی: Boldenone) یا دلتا۱-تستوسترون (به انگلیسی: Δ1-testosterone) یک استروئید آنابولیک با اثرات آندروژنیک است. این محصول حاصل فرآوری طبیعی می‌باشد و یک آنالوگ هیدروژن‌زدایی شده برای تستوسترون است. این محصول به عنوان یک فراوردهٔ دارویی هرگز برای فروش گسترده، تولید و عرضه نگردیده‌است.